# Ida Craddock
Ida Craddock   (Filadèlfia, 1 d'agost de 1857 - Nova York, 16 d'octubre de 1902) va ser una defensora estatunidenca del segle xix de la llibertat d'expressió i dels drets de les dones.
Va escriure molt sobre sexualitat, la qual cosa va portar a la seva condemna i empresonament per obscenitat. Davant de nous procediments judicials després de la seva posada en llibertat, es va suïcidar.

## Joventut
Ida Craddock va néixer a Filadèlfia. El seu pare va morir abans que ella tingués cinc mesos. La seva mare la va educar a casa com a filla única i li va proporcionar una àmplia educació quàquera.
Als seus vint anys d'edat, després d'aprovar les proves d'accés, el professorat va recomanar a Craddock per ingressar a la Universitat de Pennsilvània com a primera dona estudiant de grau. No obstant això, la seva entrada va ser bloquejada pel consell d'administració de la universitat el 1882.
Va publicar un llibre de text d'estenografia, Primary Phonography, i va ensenyar l'assignatura a les dones al Girard College.
En els seus trenta anys d'edat, Craddock va deixar la seva educació quàquera. Va desenvolupar un interès acadèmic per l'ocult a través de la seva associació amb la Societat Teosòfica a partir del 1887. Mitjançant la seva escriptura, va intentar sintetitzar la literatura mística traduïda i les tradicions de moltes cultures en un conjunt erudit i destil·lat. Com a lliurepensadora, va ser escollida secretària del capítol de Filadèlfia de la Unió Secular Americana el 1889. Encara que era membre de la fe unitària, Craddock es va convertir en estudiant de l'erotisme religiós, després va proclamar que era sacerdotessa i pastora de l'Església del Ioga.
Mai casada en un sentit tradicional, Craddock va afirmar tenir una feliç relació matrimonial en curs amb un àngel anomenat Soph. Craddock va dir que la seva relació amb Soph era tan sorollosa que van rebre queixes dels seus veïns. La seva mare va respondre amenaçant de cremar els textos de Craddock i va intentar, sense èxit, que es institucionalitzés.
Craddock es va traslladar a Chicago i va obrir una oficina de Dearborn Street que oferia assessorament sexual «místic» a les parelles casades tant mitjançant assessorament presencial com per correu. Va dedicar el seu temps a «prevenir mals i sofriments sexuals» educant als adults, aconseguint notorietat nacional amb els seus editorials en defensa del Little Egypt i el seu polèmic acte de la dansa del ventre a l'Exposició Mundial de Columbia celebrada a Chicago el 1893.

## Obra
Craddock va escriure molts fulls d'instrucció seriosos sobre la sexualitat humana i les relacions sexuals apropiades i respectuoses entre marit i esposa. Entre les seves obres hi havia Heavenly Bridegrooms (Els nuvis celestials), Psychic Wedlock (Casament psíquic), Spiritual Joys (Goigs espirituals), Letter To A Prospective Bride (Carta a una futura núvia), The Wedding Night (La nit de noces) i Right Marital Living (Vida conjugal correcta). Aleister Crowley va revisar Heavenly Bridegrooms a les pàgines del seu diari The Equinox, afirmant que era:
| « | ...un dels documents humans més notables que s'han produït mai, i sens dubte hauria de trobar un editor habitual en forma de llibre. L'autora de la MS. afirma que era l'esposa d'un àngel. Ella exposa amb la màxima extensió la filosofia relacionada amb aquesta tesi. El seu aprenentatge és enorme. ...Aquest llibre té un valor incalculable per a tots els estudiants de temes ocults. Cap biblioteca de Magick no està completa sense ella. | » |

Tots aquests manuals de sexe eren considerats obscens segons els estàndards de la seva època. La seva distribució va provocar nombrosos enfrontaments amb diverses autoritats, sovint iniciats per Craddock. Va estar detinguda durant diversos mesos alhora per càrrecs de moralitat a cinc presons locals, així com a l'Institut de l'Hospital de Pennsilvània per a bojos.
Els seus dos primers llibres grans, Lunar & Sex Worship (Adoració lunar i sexual) i Sex Worship (Adoració sexual), eren sobre religió comparada.
Els seus escrits sobre temes sobrenaturals també van continuar al llarg de la seva vida. Un dels seus últims llibres sobre aquest tema va ser Heaven of the Bible (El cel de la Bíblia), publicat el 1897.

## Acusacions
La distribució massiva de Right Marital Living a través del correu estatunidenc després de la seva publicació com a article destacat a la revista mèdica The Chicago Clinic va conduir a una acusació federal de Craddock el 1899. Es va declarar culpable i va rebre una sentència suspesa.
L'any 1902, un judici posterior a Nova York acusada d'enviar The Wedding Night per correu durant una operació sota cobertura va acabar amb la seva convicció. Craddock es va negar a declarar que estava boja per evitar el seu empresonament, i va ser condemnada a tres mesos de presó, complint la major part del seu temps a la casa de treball de l'illa de Blackwell.
Després de la seva posada en llibertat, Anthony Comstock la va tornar a arrestar immediatament per violacions de les Lleis de Comstock. El 10 d'octubre, Craddock va ser jutjada i condemnada, i el jutge va declarar que The Wedding Night era tan «obscena, lasciva, bruta» que els membres del jurat no podien veure-la durant el judici.
Als 45 anys d'edat, Craddock va veure que la seva condemna de cinc anys de presó es va convertir en cadena perpètua. El 16 d'octubre de 1902, el dia abans de ser enviada a una penitenciaria federal, Craddock es va suïcidar després de tallar-se els canells i inhalar gas natural del forn del seu apartament. Va escriure una última carta privada a la seva mare, així com una llarga nota pública de suïcidi condemnant Comstock, que s'havia convertit en el seu nèmesi personal. Comstock s'havia oposat a Craddock gairebé una dècada abans, durant l'afer del Little Egypt, i va actuar efectivament com el seu fiscal durant les dues accions legals contra ella a la Cort federal. Havia patrocinat la Llei Comstock, que portava el seu nom, en virtut de la qual va ser acusada repetidament.

## Llegat
Theodore Schroeder, un advocat de la llibertat d'expressió de Nova York amb un interès aficionat a la psicologia, es va interessar pel cas d'Ida Craddock una dècada després de la seva mort. Durant la seva recerca de la seva vida, va recollir les seves cartes, diaris, manuscrits i altres materials impresos. Tot i que mai va conèixer en Craddock, va especular que ella tenia almenys dos amants humans, tot i que Craddock va insistir que només tenia relacions sexuals amb Soph, el seu marit espiritual.
Les tècniques sexuals de Craddock's Psychic Wedlock van ser reproduïdes posteriorment a Sex Magick (Sexe Màgic) de Louis T. Culling.
Actualment, els manuscrits i notes d'Ida Craddock es conserven a les col·leccions especials de la Southern Illinois University Carbondale.
La seva batalla amb Anthony Comstock és el tema de l'obra teatral Smut de 2006 d'Alice Jay i Joseph Adler, que es va estrenar mundialment al GableStage de Miami el juny de 2007.
L'any 2010, després d'un segle de les seves obres gairebé completament exhaurides, Teitan Press va publicar Lunar and Sex Worship d'Ida Craddock, editada i amb una introducció de Vere Chappell. També el 2010, Vere Chappell va escriure i compilar Sexual Outlaw, Erotic Mystic: The Essential Ida Craddock (Proscrit sexual, Místic eròtic: L'essencial Ida Craddock). Ho descriu com «una antologia d'obres d'Ida Craddock, incrustades en una biografia».
Es van reimprimir els llibres The Danse du Ventre (1893), Heavenly Bridegrooms (1894), Psychic Wedlock (1899), The Wedding Night (1900), Letter from Prison (1902), Ida's Last Letter to Her Mother (1902), Last Letter to the Public (1902).
Una altra biografia de Craddock, Heaven's Bride de Leigh Eric Schmidt també es va publicar el 2010.